# 장유 (조선)
장유(張維, 1588년 1월 22일(음력 1587년 12월 25일) ∼ 1638년 4월 30일(음력 3월 17일))는 조선의 문신이다. 본관은 덕수(德水). 자는 지국(持國). 호는 계곡(谿谷)·묵소(默所)이다. 효종비 인선왕후의 아버지이다. 관직은 우의정에 이르렀고, 사후 영의정에 추증되고 신풍부원군에 추봉되었다. 시호는 문충(文忠)이다.

## 생애

### 생애 초기
판서 장운익(張雲翼)과 어머니 밀양 박씨의 둘째 아들로 태어났으며, 13세에 아버지를 잃고 불우한 소년기를 보냈다. 김장생의 문하에서 수학하였고, 어려서부터 최명길, 조익, 이시백과 절친하여 사우정(四友情)으로 불렸다. 우의정 김상용의 사위가 되었다.

### 관료 생활
1605년(선조 38) 향시에 장원을 했고, 1609년(광해군 1) 문과에 급제를 했다. 이후 예문관·승문원 등에서 관직생활을 시작했다. 관직생활을 하던 중에 김직재의 옥이 일어나면서 매제 황상이 김직재 옥사에 연루되어 역적으로 체포되면서 그는 인척이라는 이유로 파직을 당하기도 했다. 이후 12년 동안 장유는 고향인 안산에서 어머니를 모시고 은거하며 독서와 저술에 전념했다. 이 무렵에 대가의 문장을 거의 다 접했으며, 저서 《묵소고》를 엮기도 했다.
1623년 인조반정에 가담하여 정사공신(靖社功臣)으로 신풍군(新豊君)에 봉해졌고, 이조좌랑과 암행어사 등을 지냈다. 그러나 그는 모시던 국왕을 쫓아낸 일을 부끄러워 하였다고 한다. 그는 공신이면서도 공신의 전횡을 비판하고 소장 관인들을 보호하다 좌천을 당하기도 했다. 이후 대사간, 대사헌, 대제학, 이조판서, 병조판서, 공조판서 등을 지냈다. 인조 14년 병자호란이 발발하자 최명길과 함께 강화를 주장하였다. 병자호란 후 외아들 장선징의 처인 며느리 한씨가 청나라에 끌려갔다가 속환되어 돌아오자 인조에게 상소를 올려 아들과 한씨를 이혼하게 해 달라고 청했으나 인조가 이를 허락하지 않았다.

### 생애 후반
1637년 의정부우의정에 제수되었다. 그러나 모친상을 이유로 18차례의 상소 끝에 물러났다. 사후 신풍부원군(新豊府院君)에 봉해지고 의정부영의정에 추증되었다. 그의 많은 저술은 대부분 정묘호란 때 분실되었고 《계곡집》(谿谷集), 《계곡만필》(谿谷漫筆), 《음부경주해》(陰符經主解) 등이 남아 있다.

## 평가
그는 조선시대의 사상이 편벽함을 지적하여 “중국에는 학술에 갈래가 많아 정학자(正學者)도 있고 단학자(丹學者)도 있고 정주(程朱)를 배우는 자도 있고 육씨(陸氏)를 배우는 자도 있어 문경(門經)이 불일(不一)한데 우리나라는 유식무식(有識無識)할 것 없이, 책끼고 글 읽는 사람은 다 정주(程朱)를 송(誦)하여 다른 학(學)이 있음을 듣지 못하나 우리 사습(士習)이 과연 중국보다 훌륭하고 그런 것인가?”라고 반문하였다. 그러나 우암 송시열은 장유에 대해 "그는 문장이 뛰어나고 의리가 정자와 주자를 주로 하였으므로 그와 더불어 비교할만한 이가 없다"고 평가하였다. 그는 양명학을 선학이라고 비의(非議)함을 변박하였으며, 천문·지리·의술·병서·그림·글씨에 능통했고, 특히 문장에 뛰어나 신흠ᆞ이정구, 이식과 더불어 조선 중기 4대 문장가인 월상계택(月象谿澤) 4대가로 꼽혔다.

## 가계
- 할아버지 : 장일(張逸)
  - 아버지 : 장운익(張雲翼)
  - 어머니 : 밀양 박씨
    - 부인 : 영가부부인 김씨(永嘉府夫人 金氏, ? ~ 1654) - 김상용(金尙容)의 딸
      - 장남 : 장선징(張善澂)
        - 손자 : 장훤(張楦)

      - 장녀 : 덕수 장씨[6]
      - 차녀 : 인선왕후(仁宣王后) - 효종의 왕비

    - 동생 : 장신(張紳)

## 관련 작품

### 드라마
- 《대명》 (KBS, 1981년~1981년, 배우:김진해)
- 《남한산성》 (MBC, 1986년~1987년, 배우:신충식)

## 같이 보기
- 최명길
- 조익
- 이시백
- 장유 선생 묘 및 신도비 - 시흥시 향토유적 제2호